# Thorectes ferreri
Thorectes ferreri es una especie de coleóptero de la familia Geotrupidae.

## Distribución geográfica
Habita en el sur de la España peninsular.